# Lac de Faetano
 (mai 2020).
Le lac de Faetano est un petit lac artificiel saint-marinais utilisé pour la pêche sportive ouvert en 1968.

## Géographie
Le lac de Faetano se situe dans le castello de Faetano près de la frontière italienne, sur la route qui relie Faetano à Rimini, non loin du ruisseau Marano. Ce dernier est de 120 m de long sur 30 m de large, pour une superficie de 0,0036 km² (0.36 ha).

## Toponymie
Le lac porte le nom du castello dans lequel il se situe.

## Description
On y retrouve tout près un point de rafraîchissement ainsi que le siège de la Fédération de Pêche Sportive de Saint-Marin (Federazione Sammarinese Pesca Sportiva). Il a été ouvert en 1968 et est utilisé principalement pour la pêche sportive de la truite.